# 알프레도 피가로
알프레도 피가로(Alfredo Fígaro, 1984년 7월 7일 ~ )는 도미니카공화국의 야구 선수이자, 전 대만 프로야구 퉁이 라이온스의 투수이다.

## 소개
도미니카 공화국 출신의 외국인 투수이다. 빠른 볼을 가진 선수로 최고 구속 99 mph (159 km/h)까지 찍은 적이 있다. 변화구로는 슬라이더, 커브, 체인지업 등을 던지지만 변화구 제구는 썩 좋지 못하다는 평가를 받았다.

## 미국 프로야구 시절
2004년 아마추어 자유계약으로 로스앤젤레스 다저스에 입단해 다저스 산하 도미니카 서머리그 팀에 배속됐지만 1년만에 방출됐다. 이후 2005년 디트로이트 타이거즈 산하의 도미니카 서머리그팀인 DSL 타이거즈에 입단했다. 그렇게 한동안 마이너리그에서 머물다가 2009년 6월에 메이저 리그에 데뷔해, 당시 돈트렐 윌리스 대신 잠시나마 선발 로테이션에 끼기도 했다.
2010년에는 중간계투로 8경기에 등판해 0승 2패 6.75의 평균자책점을 기록하며 12월 14일 웨이버 공시됐고, 그로부터 3일 후인 12월 17일에 오릭스 버팔로즈가 그를 영입했다.

## 일본 프로야구 시절
2011년에 3선발로 낙점받았지만 3경기 동안 한 번도 이기지 못하면서 2군으로 강등됐다. 이후 복귀전에서 시즌 첫 승을 따고는 5연승을 기록했다. 6월 15일 요코하마 디엔에이 베이스타즈전에서는 카가 시게루를 상대로 솔로 홈런을 치기도 했다.[1] 그러나 이 경기 후로 타선의 지원을 못 받으며 승리 행진도 멈추었고, 8월 하순 다시 2군으로 강등됐다. 다시 복귀한 후에는 선발과 중간계투를 오갔다. 2011 시즌 성적은 8승 6패 평균자책점 3.42.
2012년에는 가네코 치히로의 부상 때문에 2004년 구대성 이후 외국인 투수로 8년만에 개막전 선발 투수로 등판했다. 그러나 개막전에서 패전투수가 됐고, 이 때문인지 시즌 내내 승운이 안 따르며 총 11번 등판해 한 번도 이기지 못하고 5패만 떠안았다.
시즌이 끝난 후 도미니카 윈터리그에서 활동하는 한편, 오릭스 구단이 자유계약으로 공시하지 않았음에도 12월 19일에 밀워키 브루어스와 마이너리그 계약을 맺으며 이중계약 파동이 벌어졌다. 윈터리그 참가 당시 신분이 자유계약으로 표기됐던 탓에, 밀워키는 그의 보유권이 오릭스에게 있는지 모르고 계약해버린 것이다. 결국 2012년 12월에 밀워키는 그와의 계약을 해지했고, 2013년 1월 28일 오릭스도 문제를 일으킨 그와의 재계약을 포기했다.

## 미국 프로야구 복귀
오릭스가 계약을 포기하면서 밀워키가 다시 그에게 접촉했고, 2013년 3월에 밀워키와 메이저 리그 계약을 맺었다. 33경기에 등판해 3승 3패 4.14의 평균자책점을 기록했다. 2014년에는 트리플A와 메이저 리그를 오가면서 겨우 6경기밖에 등판하지 못했고, 결국 시즌 후 웨이버 공시돼 텍사스 레인저스가 클레임을 걸었다.

## 한국 프로야구 시절

### 삼성 라이온즈시절
2014년 11월 28일, 삼성 라이온즈가 그를 영입했다. 삼성이 그를 영입하기 전에 LG 트윈스도 그를 영입하려 했다. 당시 양상문 감독이 직접 도미니카 공화국으로 건너가 도미니카 윈터리그의 선수를 파악하면서 영입에 나섰으나, 그는 다른 팀에 입단하겠다며 LG의 제안을 거절했고 그가 말한 팀이 바로 삼성이었다.
그의 구위는 한국에서 충분히 통할 수 있지만, 2013년과 2014년에는 주로 계투로 활동했기에 선발로서 이닝소화에 대한 의문이 나오기도 했다.
전반기에는 10승을 곧바로 올리며 그 부담을 좀 덜나 싶었으나, 후반기에 부상 이후 빨랐던 구속이 급격하게 감소하였으며, 한국시리즈에서도 실망스런 모습을 보여주었고 결국 삼성측에서 재계약을 포기하였다.
2015 시즌 25경기에 등판해 13승 7패, 평균자책점 3.38을 기록하였다.

## 대만 프로야구 시절
삼성을 떠난 이후 재활을 거쳐 LA다져스와 마이너 계약을 체결했다. 그리고 얼마뒤 대만 프로야구 팀인 퉁이 라이온즈에 입단하여 현재 2018시즌까지 뛰었다.
2018시즌 성적은 19승 4패 방어율1.24를 기록했다